# Metroid Prime Trilogy
| Mottagande                 | Mottagande              |
| Samlingsbetyg              | Samlingsbetyg           |
| Tjänst                     | Betyg                   |
| -------------------------- | ----------------------- |
| Gamerankings               | 92,27% (33 recensioner) |
| Metacritic                 | 91/100 (48 recensioner) |
| Recensionsbetyg            |                         |
| Publikation                | Betyg                   |
| 1UP.com                    | B+                      |
| Edge                       | 8/10                    |
| Eurogamer                  | 9/10                    |
| Game Informer              | 9/10                    |
| Gamepro                    | [ 7 ]                   |
| Gamespy                    | [ 8 ]                   |
| Gamesradar                 | [ 9 ]                   |
| IGN                        | 9,5/10                  |
| Official Nintendo Magazine | 94%                     |

Metroid Prime Trilogy är ett samlingsspel till Wii innehållande de tre spelen i Metroid Prime-serien på en skiva. Metroid Prime och Metroid Prime 2: Echoes har gjorts om så att man kan använda Wii-kontrollerna från Metroid Prime 3: Corruption, samt använda widescreen och andra nya tillägg. Även belöningssystemet från Metroid Prime 3: Corruption programmerades in i de två föregående spelen. I Japan släpptes Metroid Prime och Metroid Prime 2: Echoes i stället enskilda som delar i New Play Control!-serien.
Den amerikanska versionen av spelet kom i ett plåtfodral och med "art booklet".

## Översikt

### Metroid Prime
Samus Aran tar emot en nödsignal från Rymdpiraternas forskningsstation Frigate Orpheon, och vid sin ankomst på stationen upptäcker hon att Rymdpiraterna har bedrivit flera genetiska experiment. Hon flyr till sitt rymdskepp och beger sig till planeten Tallon IV, som stationen kretsar runt. Där upptäcker hon några ruiner, resterna av en Chozo-civilisation som blev förstörd av en meteorit som innehöll en radioaktiv substans kallad Phazon och en varelse de kallade för The Worm ("Masken"). Hon får reda på att Rymdpiraterna bedriver experiment med Phazon, och upptäcker även ett tempel byggt av Chozo som innesluter nedslagskratern med varelsen. Det kräver tolv artefakter för att öppnas, vilket Rymdpiraterna försöker göra. Genom att infiltrera Rymdpiraternas anläggningar lyckas hon samla alla artefakter och slutligen besegra varelsen i nedslagskratern, Metroid Prime.

### Metroid Prime 2: Echoes
Spelet utspelar sig på planeten Aether, där en ras som heter Luminoth skördar och skyddar planetens naturliga ljus, som kallas "Light of Aether". En dag kraschar en Phazonmeteorit på planeten och delar den i två delar, en ljus värld och en mörk värld, kallad Dark Aether. I Dark Aether finns en annan ras vid namn Ing. Ing och Luminoth slåss om vilken del av planeten som ska förses med det naturliga ljuset, då det inte räcker till för att försörja båda delarna. Än så länge har Ing varit mest framgångsrika och tagit över tre av de fyra tempel, i vilka Luminoth lagrar ljusets energi. Tar de över det fjärde och sista templet kommer Luminoth att upphöra att existera.

### Metroid Prime 3: Corruption
Spelet börjar med att Samus Aran har ett möte med tre andra prisjägare och amiralen över den Galaktiska Federationen, angående ett virus från superdatorn Aurora Unit som sprider sig i galaxen. Mötet avbryts då Rymdpiraterna attackerar flera Federationsskepp. Samus och de andra prisjägarna skickas till planeten Norion, där Rymdpiraterna attackerar ifrån. Efter att ha besegrat en majoritet av dem får Samus reda på att en Phazonfylld meteorit, kallad Leviathan Seed, håller på att kollidera med Norion. Samus och de andra prisjägarna måste då aktivera planetens försvarssystem, men blir attackerade av Dark Samus. Efter att de tre prisjägarna har slagits medvetslösa är det upp till Samus att aktivera försvarssystemet. Hon lyckas med detta precis innan hon själv också blir medvetslös. Efter att hon vaknar upp på ett federationsskepp, får hon reda på att Dark Samus Phazonbaserade attack har korrumperat henne. Hon måste nu ensam stoppa Dark Samus från att sprida Phazon över galaxen samtidigt som hon måste strida mot sitt inre, korrumperade jag.